# Thlaspi cilicicum
Thlaspi cilicicum là một loài thực vật có hoa trong họ Cải. Loài này được (Schott & Kotschy ex Boiss.) Hayek miêu tả khoa học đầu tiên năm 1914.